# Aeroporto di Caldas Novas
L'aeroporto Nelson Ribeiro Guimarães (in portoghese Aeroporto Nelson Ribeiro Guimarães) è uno scalo aereo brasiliano che serve la città di Caldas Novas, nello stato del Goiás.
Inaugurato nel 2002, è il secondo terminal passeggeri più grande dello Stato di Goiás, con una superficie coperta di 2.980 metri quadrati, secondo solo all'aeroporto di Goiânia.